# Monnaies de la dynastie Yuan
Pour les articles homonymes, voir Monnaie (homonymie).

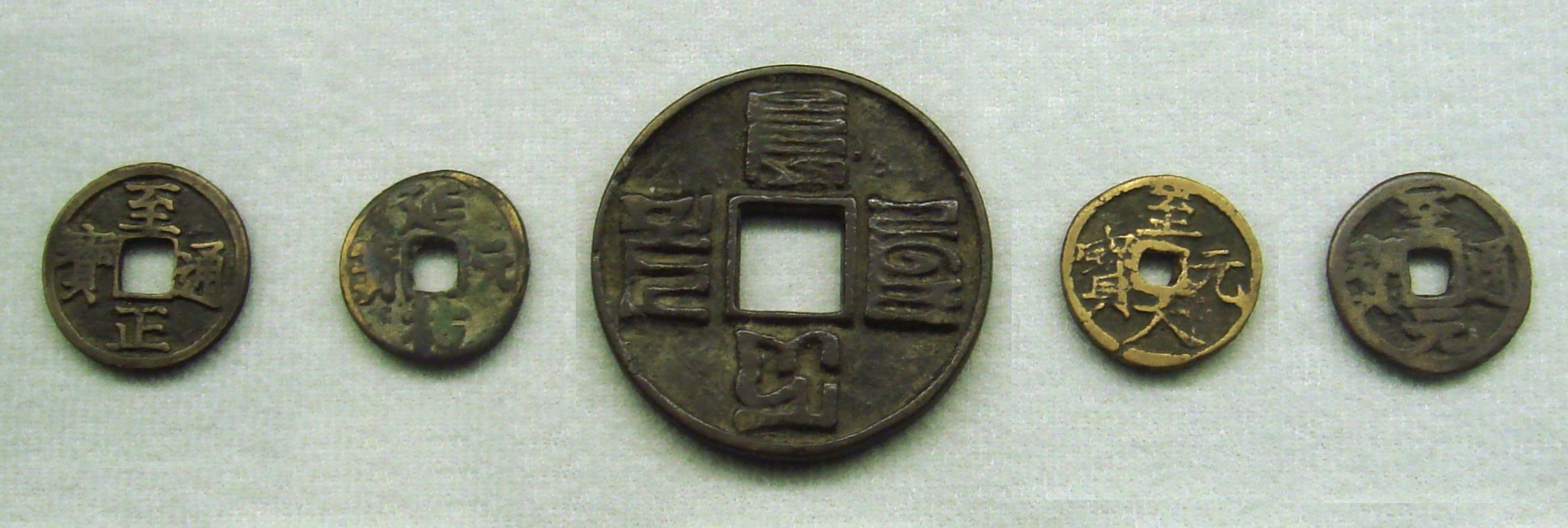
Différentes pièces datant de la dynastie Yuan.

La dynastie Yuan est un khaganat mongol qui a régné sur la Chine de 1271 à 1368, après que les Mongols ont conquis les territoires de la dynastie des Xia occidentaux, de la dynastie Jin et de la dynastie Song. Ils ont laissé se poursuivre la production de pièces de monnaie en cuivre frappées localement, ainsi que l'utilisation de pièces de monnaie plus anciennes datant des dynasties précédentes (cf. Anciennes monnaies chinoises). Par contre, ils ont immédiatement supprimé le papier monnaie émis par les Jin car il avait été fortement dévalué, à cause de l'inflation due aux guerres entre les Jin et les Mongols. Après la conquête de la dynastie Song, les Mongols ont commencé à émettre leurs propres pièces de cuivre, en grande partie basées sur des modèles plus anciens datant de la dynastie Jin. Mais, très vite, ils ont préféré utiliser les chāos, du papier-monnaie, et les sycees en argent; les pièces tombant finalement largement en désuétude,. Dans un premier temps, les Yuan mettent en place un système où la valeur totale des billets émis ne dépasse pas la valeur du stock d'or et d'argent dont dispose le gouvernenement pour les rembourser si besoin est. Mais les dépenses gouvernementales élevées finissent par obliger les empereurs Yuan à créer de la monnaie fiduciaire pour soutenir leurs dépenses.
Les inscriptions sur l'avers des pièces de monnaie sont rédigées à la fois en caractères chinois traditionnels et en caractères « Phags-pa ». Ces pièces ont des valeurs faciales de 2, 3, 5 et même 10 wén, la prolifération des plus grosses coupures entraînant une dépréciation de la monnaie qui a provoqué l'inflation.

## Origines

Billet imprimé de la dynastie Yuan de 1287 et sa matrice

Peu de temps après que l'Empire mongol ait commencé ses campagnes contre les Tangoutes, les Khitans et les Jürchens, les Mongols ont commencé à frapper leurs propres pièces de monnaie en cuivre, avec l'inscription « Dachao tongbao » (大朝通宝 / 大朝通寶). On ignore actuellement si ces pièces étaient déjà fondues sous Gengis Khan ou si leur production a commencé sous Kubilai Khan, soit sous la dynastie Yuan, car elles sont rares et nous n'avons quasiment aucune source les concernant. La première production de pièces en cuivre que l'on peut rattacher avec certitude à la dynastie Yuan est celle des pièces « Zhong Tong Yuan bao » (中統元寶). La frappe de ces pièces a débuté sur ordre de Kubilai Khan, et ce en même temps que l'émission de papier-monnaie garanti par le stock de sycees en argent du gouvernement Yuan.
Avant la fondation de la dynastie Yuan, Möngke Khan avait déjà créé le Département des affaires monétaires en 1253, pour superviser l'émission et la création du papier-monnaie, afin de s'assurer que la noblesse ne provoque pas plus d'inflation en imprimant toujours plus de billets. La dynastie Yuan innove en introduisant le bimétallisme, les pièces en cuivre devant être utilisées pour les échanges locaux et celles en argent pour les échanges à longue distance.

## Histoire
Lorsque Kubilai Khan a interrogé son conseiller Liu Bingzhong sur l'utilisation de la monnaie, ce dernier, par le biais d'une métaphore sur le Yin et le Yang, a affirmé qu'aucune paix ne pourrait exister au sein de l'empire Yuan si les pièces continuaient à être utilisées et a conseillé à l'empereur de faire circuler uniquement du papier monnaie en écorce de mûrier.

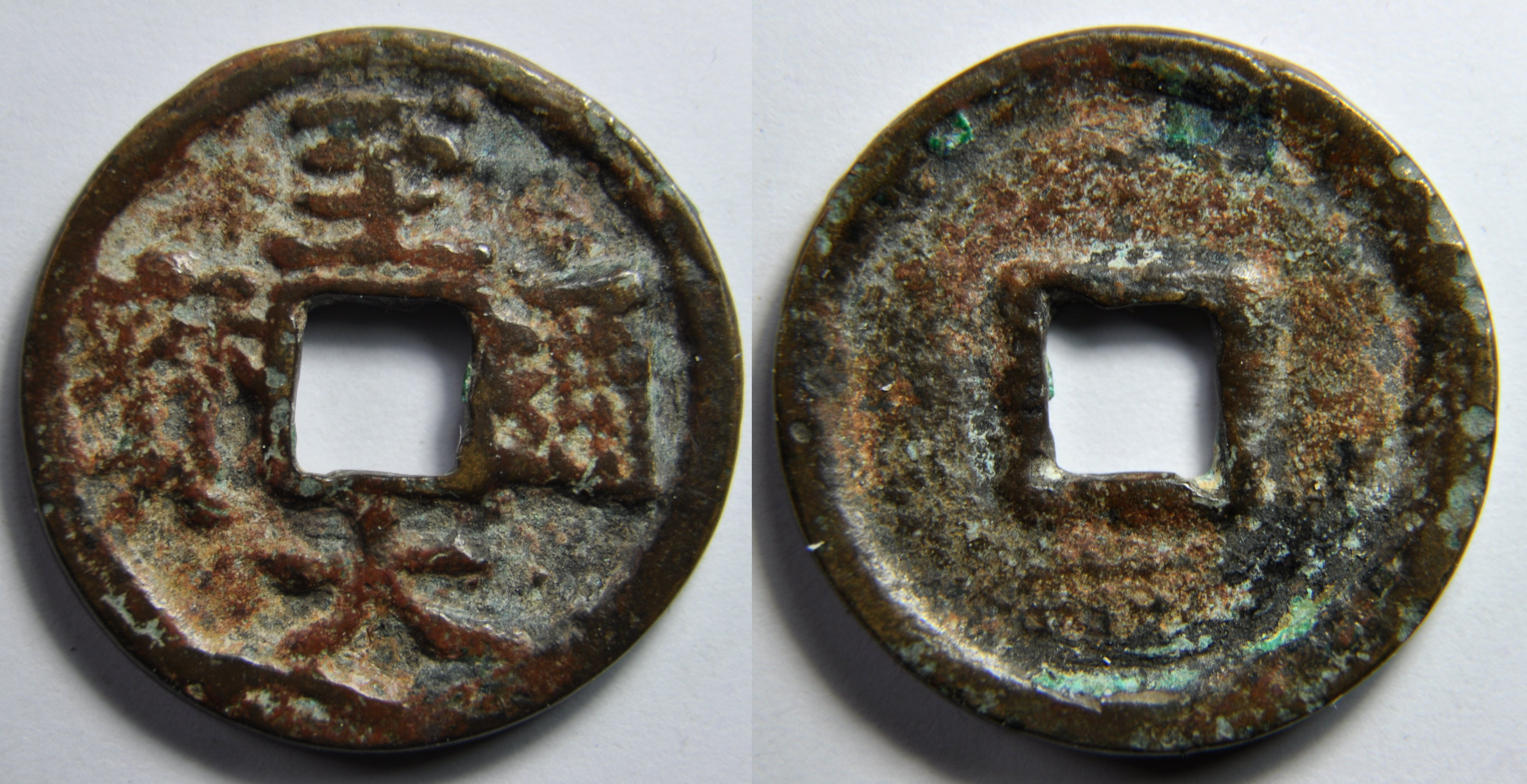
Une pièce "Zhi Da Tong Bao" (至大通寶), produite pendant le règne de Külüg Khan.

Les pièces "Zhong Tong Yuan Bao" de Kubilai n'ont été coulées que pendant trois ans, entre 1260 et 1263, mais d'autres modèles de pièces seront à nouveau émis pendant le règne du fondateur de la dynastie Yuan. Par contre, durant tout le règne de Témur Khan, les pièces ne sont coulées que symboliquement pour les institutions religieuses. Sous Külüg Khan, nouveau changement de politique monétaire. Le trésor de la dynastie Yuan étant presque complètement épuisé, le Khan émet un nouveau billet appelé "Zhi Da Yin Chao" (大银钞 / 至大銀鈔), en même temps qu'il lance la fonderie des pièces « Zhi Da yongbao » (至大通寶), qui sont les pièces de la dynastie Yuan les plus répandues. Le résultat de cette prolifération de nouvelles monnaies est un taux d'inflation qui explose au fur et à mesure de l'émission de nouveaux billets, pour finir par atteindre 80 %. Afin d'assurer le contrôle du gouvernement sur la monnaie, Külüg Khan finit par interdire l'utilisation de pièces d'argent et d'or et stoppe la circulation des billets garantis par les stocks d'argent, en faveur de la monnaie fiduciaire.
Ayurbarwada Buyantu Khan va encore plus loin dans cette logique et stoppe complètement la production de pièces de monnaie en faveur du papier-monnaie et rend illégale l'utilisation de pièces de monnaie. Mais malgré ces lois, la production privée de pièces en cuivre se poursuit. Comme les khans de la dynastie Yuan sont bouddhistes, ils autorisent les temples bouddhistes à être exonérés d'impôts et leur accordent des droits spéciaux pour couler des statues en bronze et frapper leurs propres pièces pour les offrandes religieuses. Le résultat inattendu de ce privilège est que, pendant les périodes où le papier-monnaie est déprécié à cause de l'inflation, les gens utilisent ces « pièces de temple » (供養錢) comme monnaie de substitution.
La production de pièces de monnaie est stoppée pendant 40 ans, jusqu'en 1350, date à laquelle Togoontomor relance la fonderie monétaire, en même temps qu'une nouvelle série de billets de banque. En fait, cette année-là, le chancelier Toqto'a tente de réformer la monnaie de la dynastie Yuan en imprimant plus de papier-monnaie et en créant de grandes pièces de cuivre, les "Zhi Zheng Zhi Bao" (至正之寶), sur lesquelles est inscrite la promesse que ces pièces sont garanties en papier-monnaie, et que les deux types de monnaies seront de valeur égale. Comme ce papier-monnaie est fabriqué à partir de matériaux de qualité inférieure, il s'endommage facilement, ce qui rend compliqué son rachat en pièces de monnaie. Cette politique lèse directement le peuple chinois, ce qui entraîne des rébellions dans les régions du sud. Du coup, le gouvernement du Yuan se met à imprimer rapidement plus d'argent afin de financer ses dépenses militaires, entraînant une perte de confiance dans le papier-monnaie et une hyperinflation. Finalement, on en arrive à une situation où des chariots entiers remplis de billets de banque sont nécessaires pour conclure des transactions simples, ce qui conduit les gens à abandonner le papier-monnaie comme moyen de paiement et à finalement revenir au troc, car les pièces de monnaie étaient déjà devenues une rareté.
Après la prise du pouvoir par la dynastie Ming, Togoontomor se replie sur la Mongolie et fonde la dynastie Yuan du Nord, qui ne produit plus de pièces de monnaie. Malgré les problèmes d'inflation que cela a généré, l'utilisation du papier-monnaie sous la dynastie Yuan a inspiré d'autres pays comme la Corée, le Japon et divers États de l'Inde, qui ont créé leur propre papier-monnaie.

## Liste des pièces produites

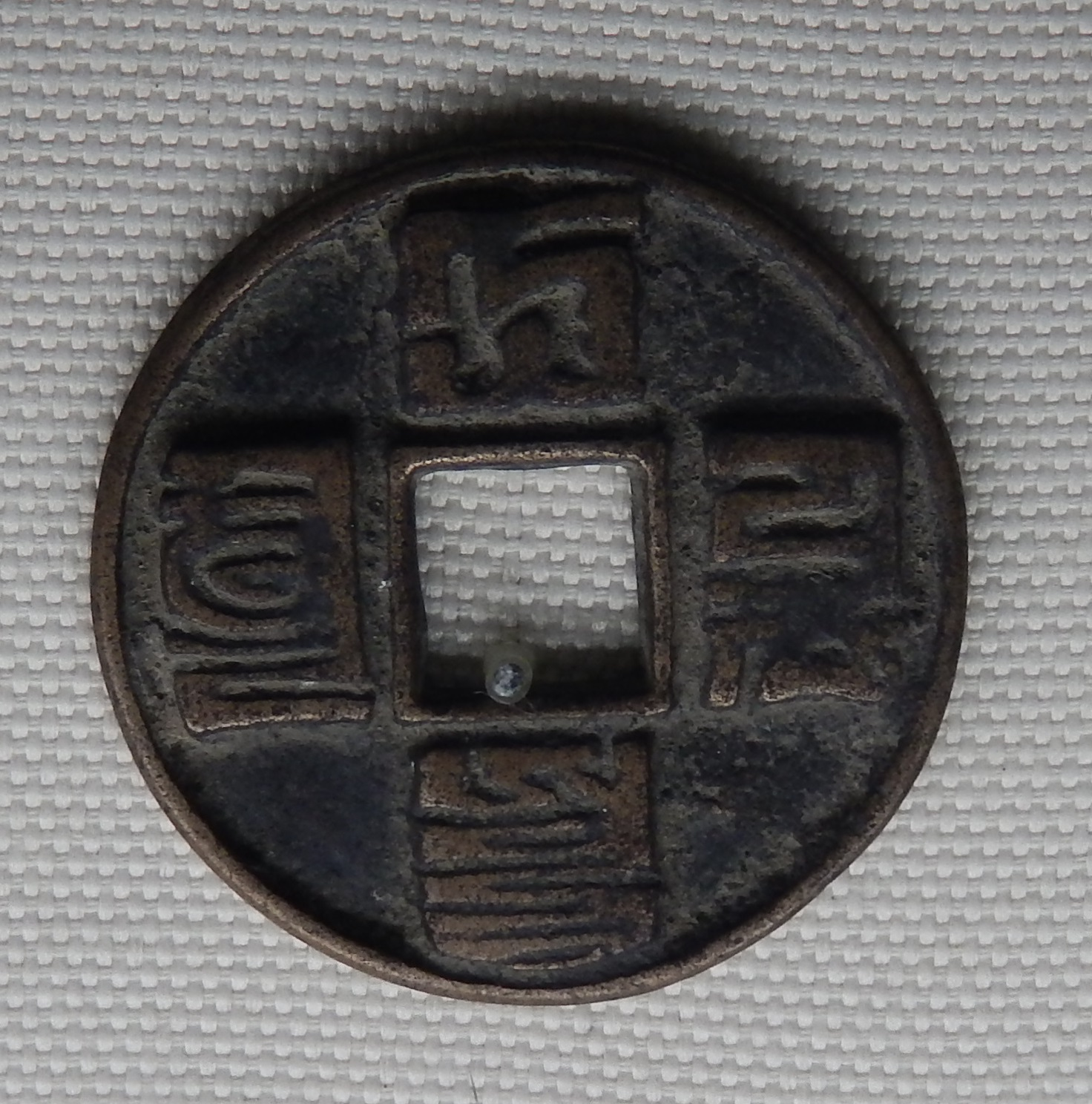
Une pièce Da Yuan tongbao (大元通寶) dont les inscriptions sont en caractères " Phags-pa ".

Les pièces émises par les Mongols avant la création de la dynastie Yuan comprennent les Dachao tongbao (大朝通寶), les Daguan tongbao (大觀通寶), les Tai He tongbao (泰和重寶), et les Da Ding tongbao(大定通寶). Ces pièces ont toutes été émises sur les territoires conquis aux dépens de la dynastie Jin et ont été ensuite connues comme étant les « pièces de la frontière » ou les « pièces de la zone frontalière ». De nouvelles pièces commencent à être émises après la chute de la dynastie Song,
Liste des pièces émises par les Mongols sous la dynastie Yuan,,, :
| Inscription         | Sinogramme traditionnel | Style d'écriture                                                                          | Khagan (Noms en langue mongole) | Empereurs (Noms en Mandarin) |
| ------------------- | ----------------------- | ----------------------------------------------------------------------------------------- | ------------------------------- | ---------------------------- |
| Zhong Tong Yuan Bao | 中統元寶                | Écriture chinoise (Style régulier et Style Sceau), Mongol bitchig                         | Kublai Khan                     | Shìzǔ (世祖)                 |
| Zhi Yuan Tong Bao   | 至元通寶                | Écriture chinoise, écriture phagpa                                                        | Kublai Khan                     | Shìzǔ (世祖)                 |
| Yuan Zhen Tong Bao  | 元貞通寶                | Écriture chinoise, écriture phagpa                                                        | Temür Khan                      | Chéngzōng (成宗)             |
| Yuan Zhen Yuan Bao  | 元貞元寶                | Écriture chinoise, mongol bitchig                                                         | Temür Khan                      | Chéngzōng (成宗)             |
| Da De Tong Bao      | 大德通寶                | Écriture chinoise, écriture phagpa, mongol bitchig                                        | Temür Khan                      | Chéngzōng (成宗)             |
| Zhi Da Tong Bao     | 至大通寶                | Écriture chinoise, écriture phagpa, mongol bitchig                                        | Külüg Khan                      | Wǔzōng (武宗)                |
| Zhi Da Yuan Bao     | 至大元寶                | Écriture chinoise                                                                         | Külüg Khan                      | Wǔzōng (武宗)                |
| Da Yuan Tong Bao    | 大元通寶                | Écriture chinoise, écriture phagpa, mongol bitchig                                        | Külüg Khan                      | Wǔzōng (武宗)                |
| Huang Qing Yuan Bao | 皇慶元寶                | Écriture chinoise                                                                         | Ayurbarwada Buyantu Khan        | Rénzōng (仁宗)               |
| Yan You Tong Bao    | 延祐通寶                | Écriture chinoise                                                                         | Ayurbarwada Buyantu Khan        | Rénzōng (仁宗)               |
| Yan You Yuan Bao    | 延祐元寶                | Écriture chinoise                                                                         | Ayurbarwada Buyantu Khan        | Rénzōng (仁宗)               |
| Zhi Zhi Tong Bao    | 至治通寶                | Écriture chinoise                                                                         | Gegeen Khan                     | Yīngzōng (英宗)              |
| Zhi Zhi Yuan Bao    | 至治元寶                | Écriture chinoise                                                                         | Gegeen Khan                     | Yīngzōng (英宗)              |
| Tai Ding Tong Bao   | 泰定通寶                | Écriture chinoise                                                                         | Yesün Temür                     | Jìnzōng (晉宗)               |
| Tai Ding Yuan Bao   | 泰定元寶                | Écriture chinoise                                                                         | Yesün Temür                     | Jìnzōng (晉宗)               |
| Zhi He Yuan Bao     | 致和元寶                | Écriture chinoise                                                                         | Yesün Temür                     | Jìnzōng (晉宗)               |
| Tian Li Yuan Bao    | 天曆元寶                | Écriture chinoise                                                                         | Tövtömör Khan                   | Wénzōng (文宗)               |
| Zhi Shun Yuan Bao   | 至順元寶                | Écriture chinoise                                                                         | Tövtömör Khan                   | Wénzōng (文宗)               |
| Yuan Tong Yuan Bao  | 元統元寶                | Écriture chinoise                                                                         | Togoontomor                     | Huìzōng (惠宗)               |
| Zhi Yuan Tong Bao   | 至元通寶                | Écriture chinoise, Mongol bitchig, alphabet ouïghour, écriture jurchen, écriture tangoute | Togoontomor                     | Huìzōng (惠宗)               |
| Zhi Yuan Yuan Bao   | 至元元寶                | Écriture chinoise                                                                         | Togoontomor                     | Huìzōng (惠宗)               |
| Mu Qing Tóng Bao    | 穆清銅寶                | Écriture chinoise                                                                         | Togoontomor                     | Huìzōng (惠宗)               |
| Zhi Zheng Tong Bao  | 至正通寶                | Écriture chinoise, écriture phagpa, mongol bitchig                                        | Togoontomor                     | Huìzōng (惠宗)               |
| Zhi Zheng Zhi Bao   | 至正之寶                | Écriture chinoise                                                                         | Togoontomor                     | Huìzōng (惠宗)               |

## Frappes des rebelles
Au cours de la révolte des Turbans rouges, organisée par la secte du Lotus blanc, nombre de ses dirigeants fondent leurs propres royaumes et empires et règnent sur différentes régions de Chine. De toutes ces dynasties nouvellement fondées, c'est la dynastie Ming de Zhu Yuanzhang qui tire son épingle du jeu en finissant par unifier la Chine. Bien que la majorité de ces États aient duré très peu de temps, certains ont frappé leur propre monnaie.
| Inscription        | Sinogramme traditionnel | Sinogramme simplifié | Dénominations      | Années de frappe | Roi                     | Faction rebelle                        |
| ------------------ | ----------------------- | -------------------- | ------------------ | ---------------- | ----------------------- | -------------------------------------- |
| Long Feng Tong Bao | 龍鳳通寶                | 龙凤通宝             | 1文, 2文, 3文, 5文 | 1355-1366        | Han Lin’er (韓林兒)     | Début de la révolte des Turbans rouges |
| Tian You Tong Bao  | 天佑通寶                | 天佑通宝             | 1文, 2文, 3文, 5文 | 1354-1357        | Zhang Shicheng (張士誠) | Royaume du (plus) grand Zhou (大周)    |
| Tian Qi Tong Bao   | 天啟通寶                | 天启通宝             | 1文, 2文, 3文      | 1358             | Xu Shouhui (徐壽輝)     | Tianwan (天完)                         |
| Tian Ding Tong Bao | 天定通寶                | 天定通宝             | 1文, 2文, 3文      | 1359-1360        | Xu Shouhui (徐壽輝)     | Tianwan (天完)                         |
| Da Yi Tong Bao     | 大義通寶                | 大义通宝             | 1文, 2文, 3文      | 1360-1361        | Chen Youliang (陳友諒)  | Royaume de Dahan (大漢)                |